# 次数付き環
数学、特に抽象代数学において、次数付き環（じすうつきかん、英: graded ring; 次数付けられた環）あるいは次数環とは {\displaystyle R_{i}R_{j}\subset R_{i+j}} を満たすアーベル群 {\displaystyle R_{i}} の直和として表すことのできる環のことである。多項式環の斉次多項式への分解を一般化した概念である。添え字集合は通常非負の整数の集合か整数の集合であるが、任意のモノイドあるいは群でもよい。直和分解は通常次数化（gradation）あるいは次数付け（grading）と呼ばれる。
次数（付き）加群（graded module）は同様に定義される（正確な定義は下を見よ）。これは次数付きベクトル空間の一般化である。次数付き環でもあるような次数付き加群は次数付き代数（graded algebra）と呼ばれる。次数付き環は次数付き Z-代数と見なすこともできる。
結合性は次数付き環の定義において重要でない（実は全く使われない）。したがってこの概念は非結合的多元環に対しても適用できる。例えば、次数付きリー環を考えることができる。

## 基本的な性質
{\displaystyle A=\bigoplus _{i\in \mathbb {N} _{0}}A_{i}=A_{0}\oplus A_{1}\oplus A_{2}\oplus \cdots } を次数付き環とする。
- {\displaystyle A_{0}} は A の部分環である[1]（とくに、加法の単位元 0 と乗法の単位元 1 は次数 0 の斉次元である）。
- {\displaystyle A_{+}=\bigoplus _{i\in \mathbb {N} _{+}}A_{i}=A_{1}\oplus A_{2}\oplus \cdots } は{\displaystyle A}のイデアルとなる（これは自然な全準同型 {\displaystyle f:A\rightarrow A_{0}}の核であるため、 {\displaystyle A_{0}\cong A/A_{+}} となる）。
- 各 {\displaystyle A_{i}} は {\displaystyle A_{0}}-加群である[1]。
- 可換 {\displaystyle \mathbb {N} _{0}}-次数付き環 {\displaystyle A=\bigoplus _{i\in \mathbb {N} _{0}}A_{i}} がネーター環であるのは、{\displaystyle A_{0}} がネーター的かつ A が {\displaystyle A_{0}} 上の多元環として有限生成であるとき、かつそのときに限る[2]。そのような環に対して、生成元を斉次にとることができる。

分解の任意の因子 {\displaystyle A_{i}} の元は次数 i の斉次元（homogeneous elements）と呼ばれる。 イデアルや他の部分集合 {\displaystyle {\mathfrak {a}}} ⊂ A が斉次（せいじ、homogeneous）であるとは次を満たすことである。任意の元 a ∈ {\displaystyle {\mathfrak {a}}} に対して、すべての ai を斉次元として a=a1+a2+...+an であるときに、すべての ai が {\displaystyle {\mathfrak {a}}} の元である。与えられた a に対し、これらの斉次元は一意的に定義され、a の斉次部分（homogeneous parts）と呼ばれる。
I が A の斉次イデアルであれば、{\displaystyle A/I} も次数付き環であり、次の分解をもつ。
{\displaystyle A/I=\bigoplus _{i\in \mathbb {N} _{0}}(A_{i}+I)/I}
任意の（次数付きでない）環 A は A0 = A および i > 0 に対して Ai = 0 とすることによって次数付きにできる。これは A の自明な次数化（trivial gradation）と呼ばれる。

## 次数付き加群
加群論において対応する概念は次数付き加群 (graded module) である。すなわち次数付き環 A 上の左加群 M であって
{\displaystyle M=\bigoplus _{i\in \mathbb {N} _{0}}M_{i},}
であり
{\displaystyle A_{i}M_{j}\subseteq M_{i+j}}
でもあるようなものである。
次数付き加群の間の準同型 {\displaystyle f:N\to M} は、次数付き準同型（graded morphism）と呼ばれるが、加群の準同型であって、次数付けを反映したもの、すなわち、{\displaystyle f(N_{i})\subseteq M_{i}} が成り立つようなものである。次数付き部分加群（graded submodule）は、それ自身次数付き加群であって集合論的包含が次数付き加群の射であるような部分加群である。明示的に書くと、次数付き加群 N が M の次数付き部分加群であることと、M の部分加群で {\displaystyle N_{i}=N\cap M_{i}} を満たすことは同値である。次数付き加群の射の核と像は次数付き部分加群である。
例：次数付き環はそれ自身の上の次数付き加群である。次数付き環のイデアルが斉次であることと次数付き部分加群であることは同値である。定義によって部分環が次数付き部分環であることと次数付き部分加群であることは同値である。次数付き加群の零化イデアルは斉次イデアルである。
例：次数付き環から次数付き環への像が中心に含まれるような次数付き射を与えることは、後者の環に次数付き代数の構造を与えることと同じである。
次数付き加群 M が与えられたとき、the l-twist of {\displaystyle M(l)} は {\displaystyle M(l)_{n}=M_{n+l}} によって定義される次数付き加群である。（cf. 代数幾何のセールのねじり層）
M と N を次数付き加群とする。{\displaystyle f:M\to N} が加群の射であれば、{\displaystyle f(M_{n})\subset N_{n+d}} のときに f の次数は d であるという。微分幾何学における微分形式の外微分は負の次数をもつそのような射の例である。

## 次数付き加群の不変量
次数付き可換環 A 上の次数付き加群 M が与えられたとき、形式的ベキ級数 {\displaystyle P(M,t)\in \mathbb {Z} [\![t]\!]} を関連付けることができる：
{\displaystyle P(M,t)=\sum \ell (M_{n})t^{n}}
（{\displaystyle \ell (M_{n})} は有限であると仮定している。）これは M のヒルベルト–ポアンカレ級数と呼ばれる。
次数付き加群は加群として有限生成なときに有限生成という。生成元は（斉次部分におきかえることで）斉次にとることができる。
k を体、A を多項式環 {\displaystyle k[x_{0},\dots ,x_{n}]}、M を A 上有限生成な次数付き加群とする。このとき関数 {\displaystyle n\mapsto \dim _{k}M_{n}} は M のヒルベルト関数と呼ばれる。この関数は十分大きい n に対して M のヒルベルト多項式と呼ばれる整数値多項式と一致する。

## 次数付き多元環
環 R 上の代数 A は環として次数付きのときに次数付き多元環（次数付き代数、graded algebra）である。
R が次数付きでないような一般の場合には（特に R が体であるとき）、自明な次数付けが与えられている（R のすべての元は次数 0 である）と考える。したがって R ⊆ A0 であり各 Ai は R 加群である。
環 R が次数付き環でもあるような場合には、次のことを要求する。
{\displaystyle A_{i}R_{j}\subseteq A_{i+j}}
および
{\displaystyle R_{i}A_{j}\subseteq A_{i+j}}.
言い換えると、A が R 上左かつ右次数付き加群であることを要求する。
次数付き多元環の例は数学においてよく現れる。
- 多項式環。次数 n の斉次元はちょうど次数 n の斉次多項式である。
- ベクトル空間 V のテンソル代数 T•V。次数 n の斉次元はランク n のテンソル TnV である。
- 外積代数 Λ•V および対称代数 S•V もまた次数付き代数である。
- 任意のコホモロジー論におけるコホモロジー環 H • もまた次数付きであり、Hn たちの直和である。

次数付き代数は可換環論と代数幾何学、ホモロジー代数、そして代数トポロジーにおいてしばしば使われる。1つの例は斉次多項式と射影多様体の緊密な関係である。（cf. 斉次座標環。）

## G-次数環と多元環
上記の定義は添え字集合として任意のモノイド G を使った次数付き環に一般化できる。G-次数環（G-graded ring）A は直和分解
{\displaystyle A=\bigoplus _{i\in G}A_{i}}
をもった環であって
{\displaystyle A_{i}A_{j}\subseteq A_{i\cdot j}}
が成り立つようなものである。
今や"次数環"の概念は N-次数環と同じものである。ただし N は非負整数が加法についてなすモノイドである。次数加群や代数についての定義もまた添え字集合 N を任意のモノイド G にとりかえることによって拡張できる。
注意：
- 環が単位元をもつことを要求しない場合、モノイドのかわりに半群でもよい。

例：
- 群は自然に対応する群環を次数付ける。同様に、モノイド環は対応するモノイドによって次数付けされる。
- 超代数（英語版） は Z2-次数代数の別名である。クリフォード代数はその例である。ここで斉次元は次数 0（偶数）かまたは 1（奇数）である。

## 反可換性
いくつかの次数付き環（または多元環）は反交換構造をもつ。この概念は、次数化のモノイドの、2元からなる体 Z/2Z の加法的モノイドへの準同型を要求する。具体的には、signed monoid は対 (Γ, ε) からなる。ただし Γ はモノイドであり ε : Γ → Z/2Z は加法的モノイドの準同型である。反交換 Γ-次数環（anticommutative Γ-graded ring）は Γ によって次数付けされた環 A であって次を満たす。
すべての斉次元 x と y に対して、{\displaystyle xy=(-1)^{\varepsilon (\deg x)\,\varepsilon (\deg y)}yx}

### 例
- 外積代数は反可換代数の例である。構造 (Z≥ 0, ε)、ただし ε: Z → Z/2Z は商写像、によって次数付けされている。

- 超可換代数（英語版）（歪可換結合環（skew-commutative associative ring）と呼ばれることもある）は、反可換 (Z/2Z, ε) -次数代数と同じものである。ただし ε は Z/2Z の加法的構造の恒等自己準同型である。

## 例
- 多項式環 {\displaystyle A=k[t_{1},\ldots ,t_{n}]} は（多項式の）次数によって次数付きである。これは次数 i の斉次多項式からなる {\displaystyle A_{i}} の直和である。

- S を次数付き整域 R のすべての0でない斉次元からなる集合とする。このとき R の S による局所化は Z-次数付けられた環である。